# Groveville
Groveville est une census-designated place située dans le comté de Mercer, dans l’État du New Jersey, aux États-Unis. Lors du recensement de 2020, elle compte 3 106 habitants.